# The St. Petersburg Times
The St. Petersburg Times – petersburski tygodnik ukazujący się w języku angielskim od maja 1993 roku. Służy jako źródło informacji dla diaspory rosyjskiej, turystów i Rosjan interesujących się międzynarodową perspektywą na lokalne i światowe wydarzenia.
Gazeta, wraz z jej siostrzanym tygodnikiem, „The Moscow Times”, jest wydawana przez Independent Media, należące do fińskiej korporacji Sanoma, wydawcy „Helsingin Sanomat”.